# Apomecyna
Apomecyna es un género de escarabajos longicornios de la subfamilia Lamiinae. Contiene 80 especies en total, de distribuci'on mundial, la mayoría del viejo  mundo.

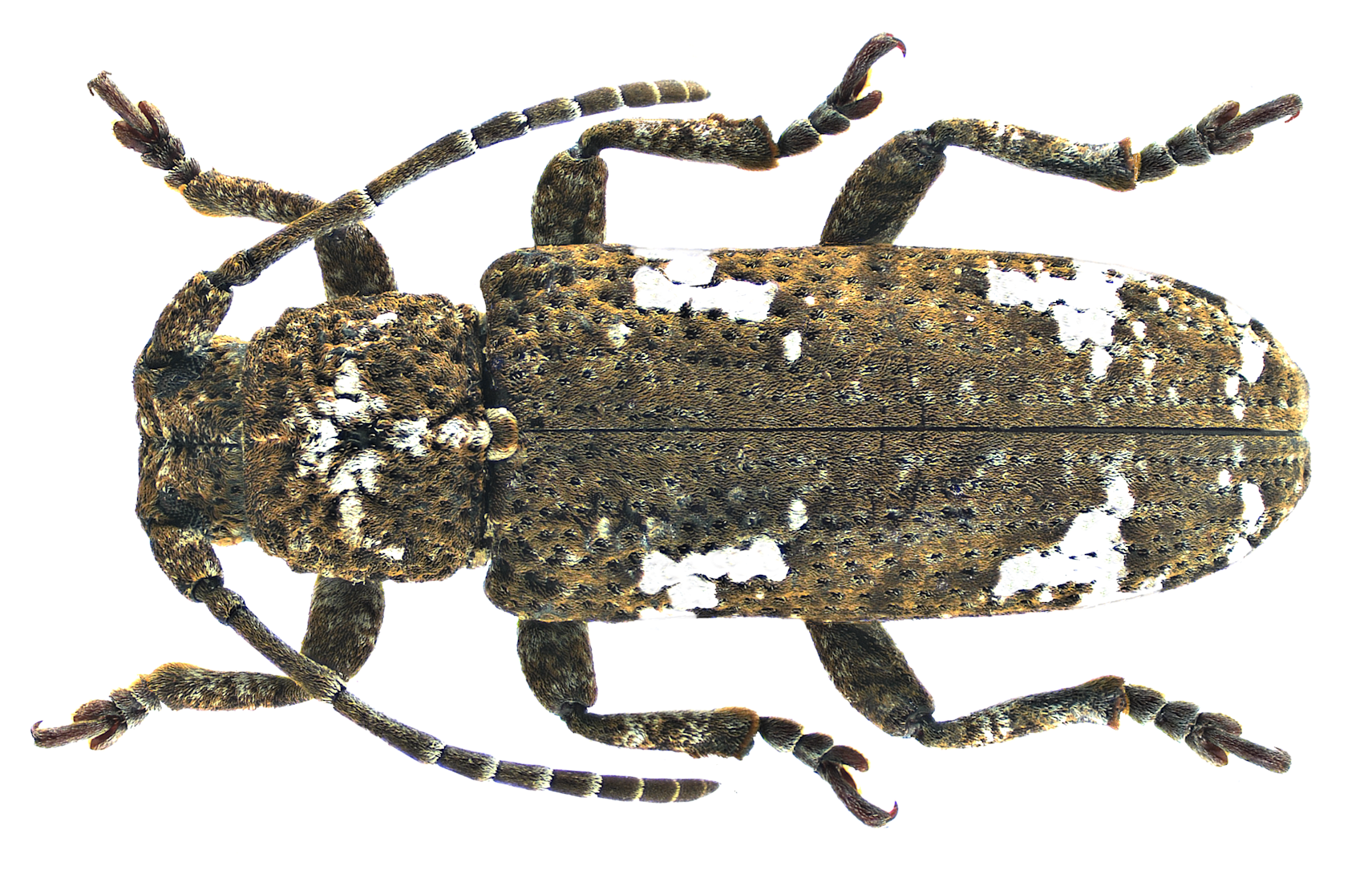
Apomecyna saltator
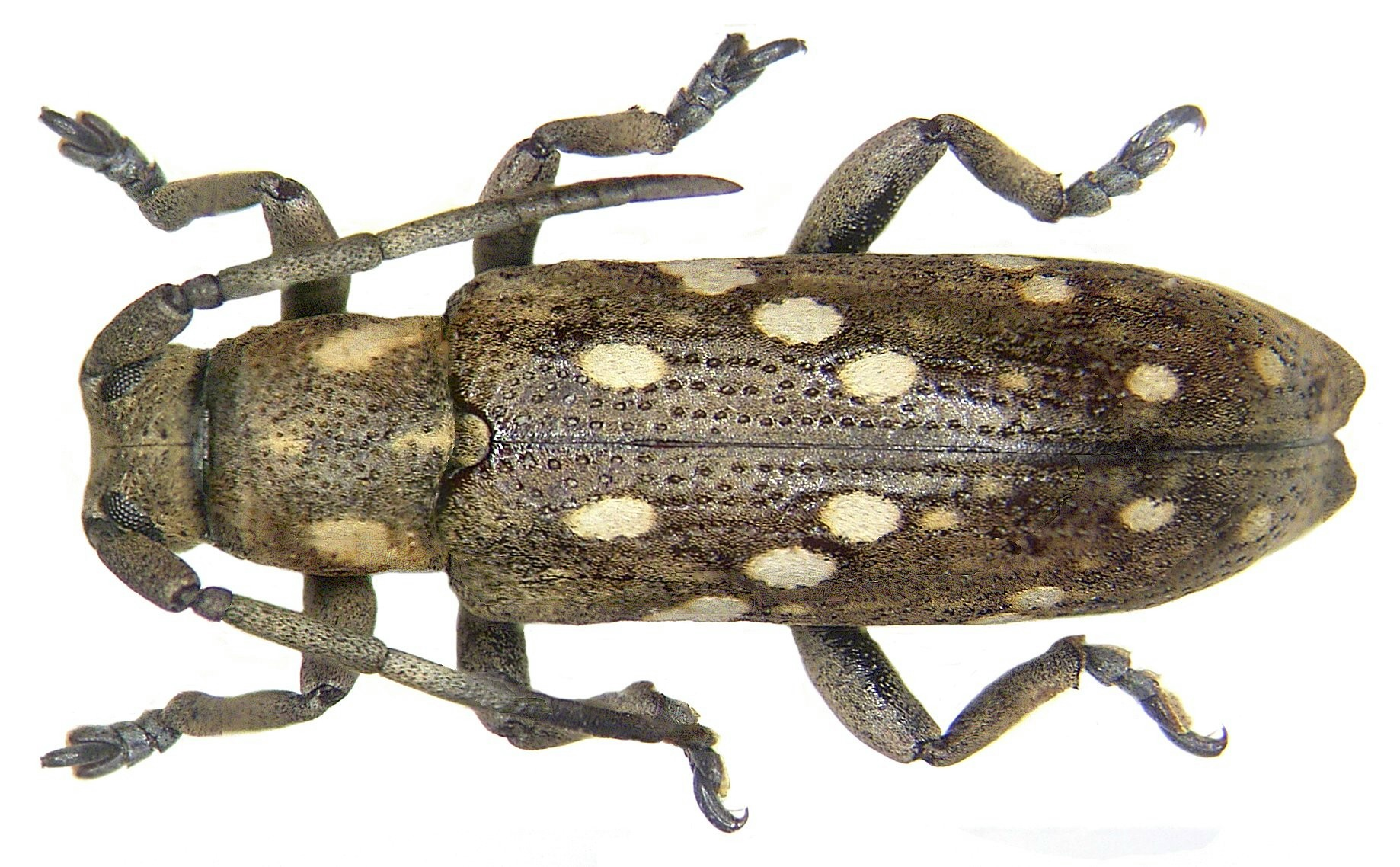
Apomecyna papuana
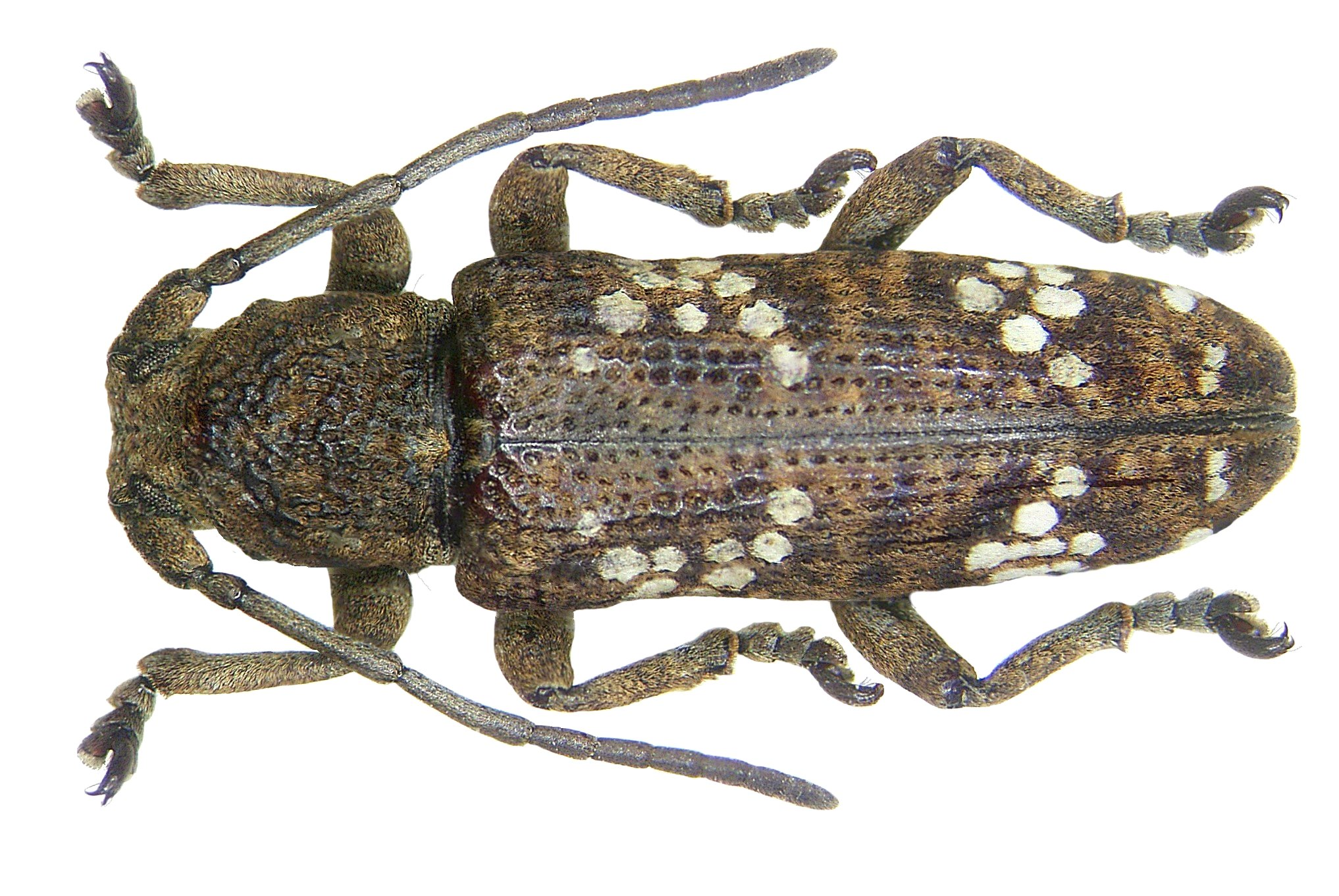
Apomecyna cretacea
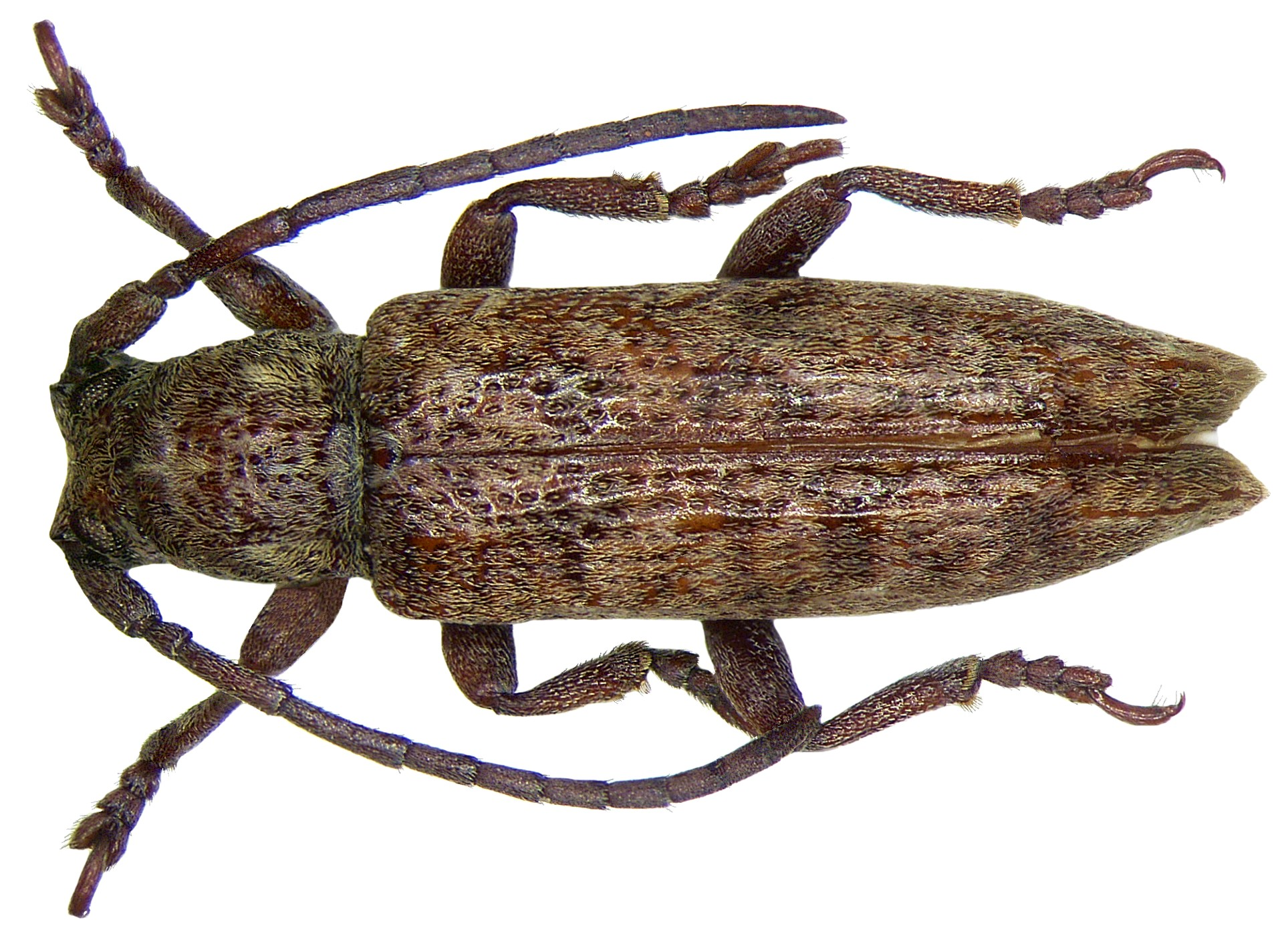
Apomecyna cochinchinensis
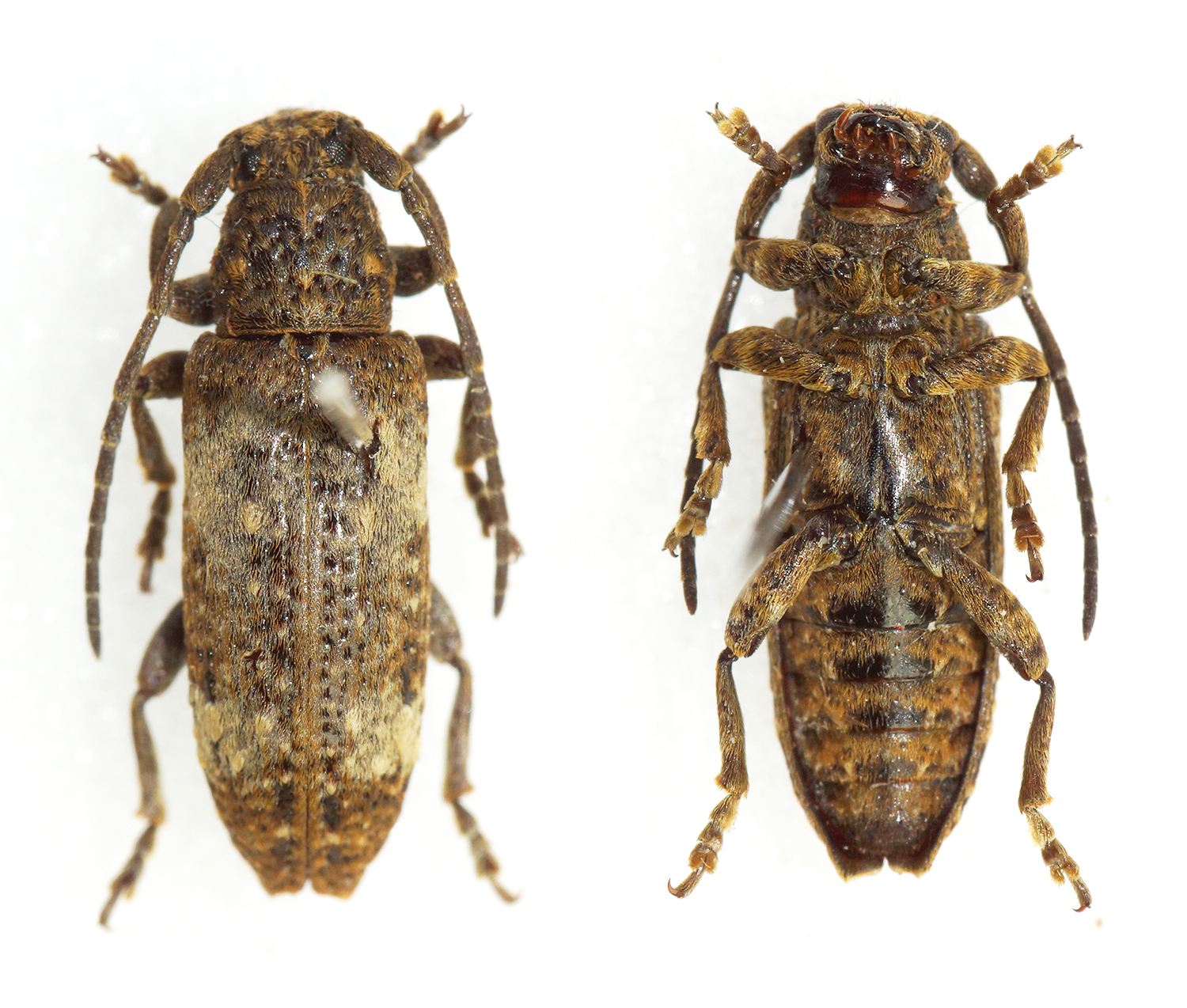
Apomecyna binubila
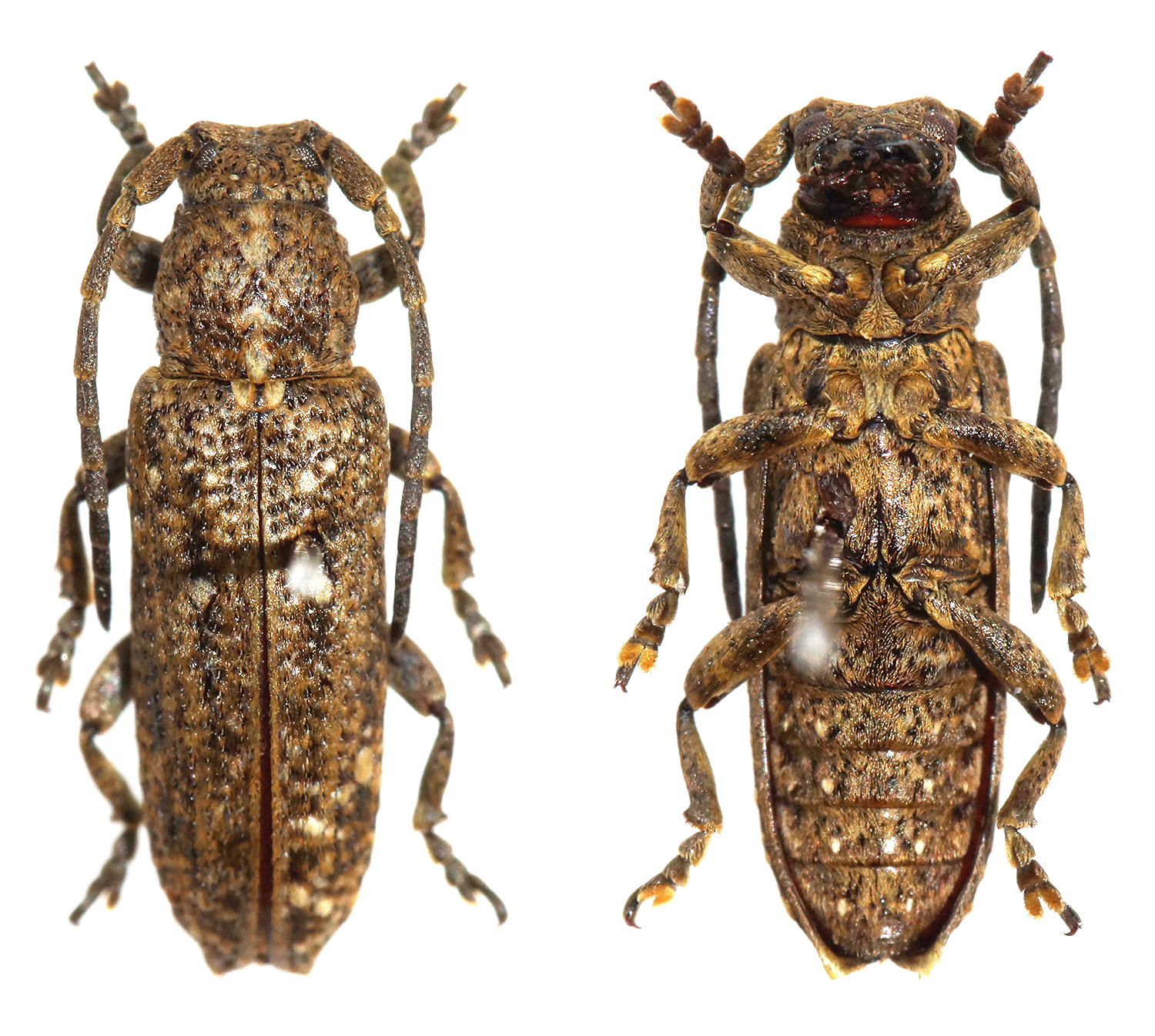
Apomecyna quadristicta
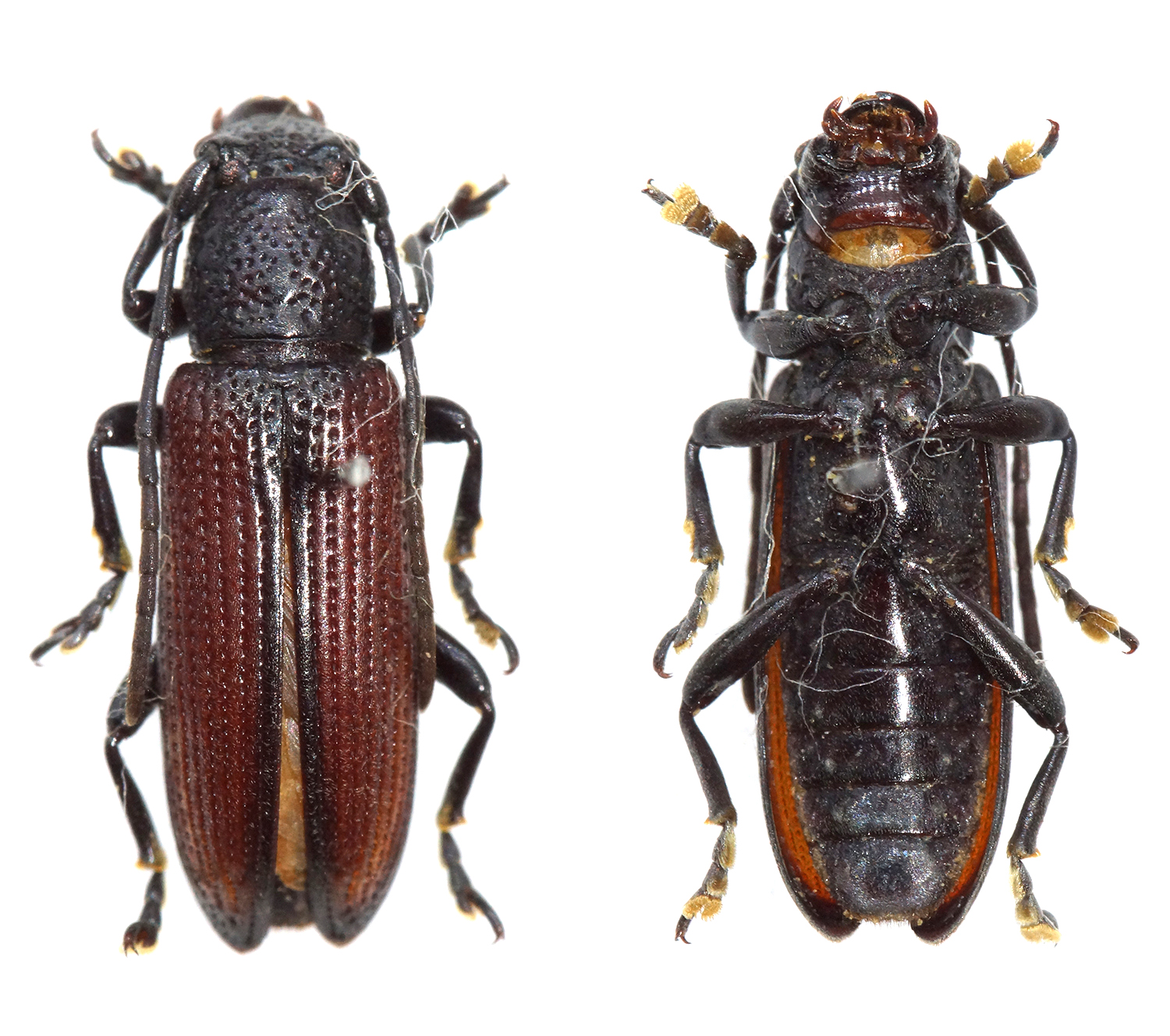
Apomecyna brunnea
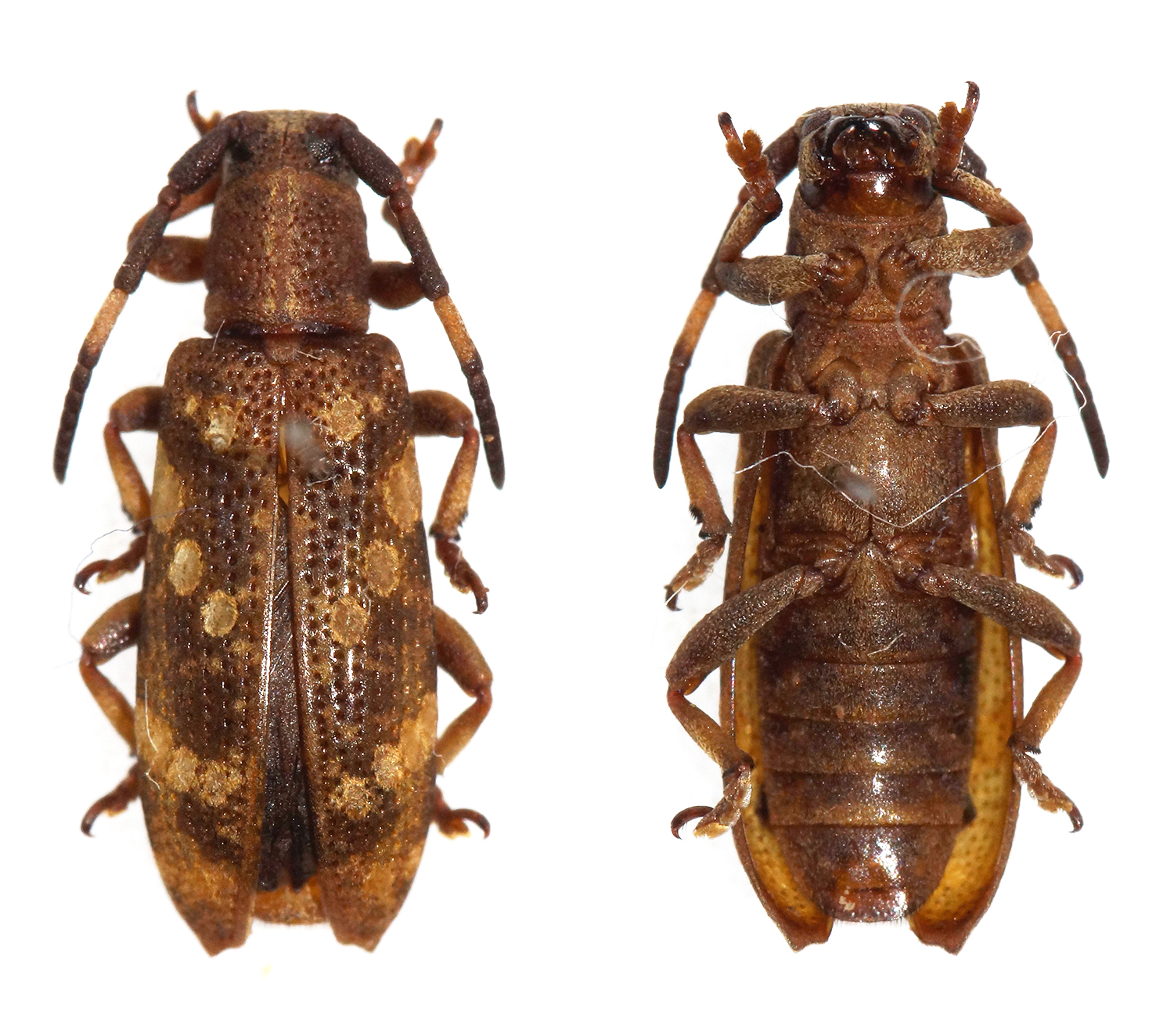
Apomecyna papuana
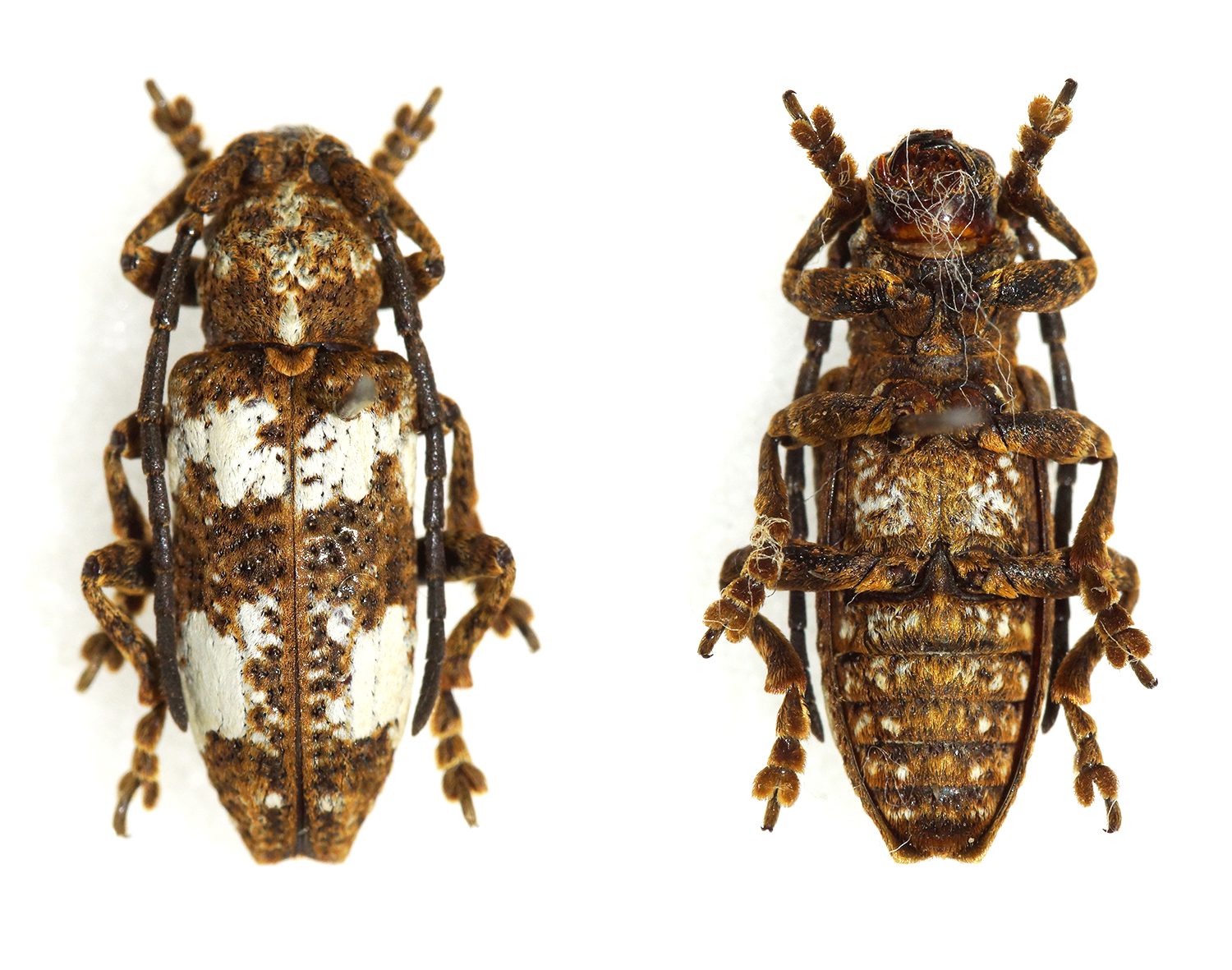
Apomecyna latefasciata

## Especies
- Apomecyna acutipennis Kolbe, 1893
- Apomecyna adspersaria Breuning, 1942
- Apomecyna alboannulata Breuning, 1938
- Apomecyna albovaria Breuning, 1954
- Apomecyna angolensis Breuning, 1950
- Apomecyna atomaria Pascoe, 1858
- Apomecyna binubila Pascoe, 1858
- Apomecyna binubila voicola Teocchi, Sudre & Jiroux, 2013
- Apomecyna bisignata Breuning, 1952
- Apomecyna bivittata Breuning, 1938
- Apomecyna bizonata Breuning, 1969
- Apomecyna bremeri Breuning, 1982
- Apomecyna brunnea Hintz, 1919
- Apomecyna cavifrons Thomson, 1868
- Apomecyna ceylonica Breuning, 1938
- Apomecyna cochinchinensis Breuning, 1982
- Apomecyna collarti Breuning, 1948
- Apomecyna corrugata Breuning, 1938
- Apomecyna cretacea (Hope, 1831)
- Apomecyna curticornis Breuning, 1960
- Apomecyna densemaculata Breuning, 1938
- Apomecyna endroedyi Breuning, 1972
- Apomecyna excavata Breuning, 1938
- Apomecyna excavatipennis Breuning, 1969
- Apomecyna fallaciosa Breuning, 1938
- Apomecyna flavoguttulata Aurivillius, 1916
- Apomecyna flavomarmorata Breuning, 1938
- Apomecyna flavovittata Chiang, 1963
- Apomecyna gracillima (Breuning, 1938)
- Apomecyna hauseri Breuning, 1960
- Apomecyna histrio (Fabricius, 1793)
- Apomecyna histrio okinawana Makihara, 1992
- Apomecyna holorufipennis Breuning, 1977
- Apomecyna kochi Breuning, 1962
- Apomecyna lameerei (Pic, 1895)
- Apomecyna latefasciata Quedenfeldt, 1885
- Apomecyna leleupi Breuning, 1960
- Apomecyna leucosticta (Hope, 1831)
- Apomecyna longicollis coreana Breuning, 1967
- Apomecyna longicollis Pic, 1925
- Apomecyna longipennis Thomson, 1858
- Apomecyna luteomaculata (Pic, 1925)
- Apomecyna luzonica Breuning, 1938
- Apomecyna mindanaonis Breuning, 1980
- Apomecyna minima Breuning, 1938
- Apomecyna naevia Bates, 1873
- Apomecyna naevia deguchii Kusama & Takakuwa, 1984
- Apomecyna naevia iriei Hayashi, 1974
- Apomecyna naevia tsutsuii Hayashi, 1956
- Apomecyna naevia yokoyamai Hayashi, 1974
- Apomecyna nigritarsis Gahan, 1900
- Apomecyna nigroapicalis Aurivillius, 1907
- Apomecyna nimbae Lepesme & Breuning, 1952
- Apomecyna obliquata Klug, 1833
- Apomecyna obliquevitticollis Breuning, 1968
- Apomecyna papuana Breuning, 1943
- Apomecyna paraguttifera Breuning, 1977
- Apomecyna parisii (Breuning, 1940)
- Apomecyna parisii polyguttifera Teocchi, 1992
- Apomecyna parumguttata Breuning, 1938
- Apomecyna parumpunctata Chevrolat, 1856
- Apomecyna porphyrea Montrouzier, 1855
- Apomecyna proxima Breuning, 1938
- Apomecyna quadrisignata chaka Distant, 1906
- Apomecyna quadrisignata Quedenfeldt, 1885
- Apomecyna quadristicta Kolbe, 1894
- Apomecyna quadristicta orientalis Breuning, 1966
- Apomecyna reducta Breuning, 1939
- Apomecyna rufipennis Pic, 1935
- Apomecyna rufomarmorata Breuning, 1973
- Apomecyna salomonum Breuning, 1938
- Apomecyna salomonum quadrivittata Breuning, 1957
- Apomecyna saltator (Fabricius, 1787)
- Apomecyna sarasinorum Heller, 1916
- Apomecyna scalaris Audinet-Serville, 1835
- Apomecyna scalaris biseriata Breuning, 1938
- Apomecyna scorteccii Breuning, 1968
- Apomecyna semihistrio Kusama & Takakuwa, 1984
- Apomecyna somaliensis Breuning, 1948
- Apomecyna stramentosa Breuning, 1938
- Apomecyna subcavifrons Breuning, 1954
- Apomecyna tigrina indica Breuning, 1969
- Apomecyna tigrina Thomson, 1857
- Apomecyna trifasciata Quedenfeldt, 1883
- Apomecyna triseriata Aurivillius, 1907
- Apomecyna usambarica Breuning, 1961
- Apomecyna vaneyeni Breuning, 1952
- Apomecyna varia Blanchard, 1851
- Apomecyna vitticollis Breuning, 1939